# Protesterna i Uttar Pradesh 2011
Protesterna i Uttar Pradesh under 2011 har riktat sig mot regeringens idé om expropriering av mark. Proteströrelsen startade med demonstrationerna i Delhi 2010, där tre personer dog.

## Den föreslagna exproprieringen
2011 lanserade delstatsregeringen “Karar Niyamavali” som den policy som skall följas vid expropriering av mark. I “Karar Niyamavali” framgår bland annat att jordbrukare som vars mark exproprierats skall ersättas för detta. 

## Tidslinje över protesterna
- 6 maj kidnappades tre representanter från Uttar Pradesh State Road Transport Corporation av bybor från Bhatta Parsaul.
- 11 maj kom Rahul Gandhi till byn och utfärdade en dharna[3][4]

## Ny exproprieringslag utlovas
Premiärminister Manmohan Singh har lovat att en ny exproprieringslag skall ersätta den gamla under 2011.